# Filip Sidklev
Filip Sidklev, né le 12 mars 2005 à Stockholm en Suède, est un footballeur suédois qui évolue au poste de gardien de but au Al Bidda SC (en).

## Biographie

### En club
Né à Stockholm en Suède, Filip Sidklev commence le football à l'IFK Lidingö avant d'être formé par l'IF Brommapojkarna. Il signe son premier contrat professionnel avec le club le 1 août 2022, le liant au club jusqu'en décembre 2024.
Il joue tout de même son premier match en professionnel lors d'une rencontre de coupe de Suède le 20 février 2023, contre le Örebro SK. Il est titularisé et son équipe est battue par deux buts à un. Sidklev fait sa première apparition dans l'Allsvenskan, la première division suédoise, le 24 avril 2023, face au Mjällby AIF. Il est titulaire lors de cette rencontre remportée par son équipe sur le score de deux buts à zéro. Le jeune portier de 18 ans réalise une série de quatre matchs sans encaisser de but lors de ses quatre premières apparitions en première division et gagne ainsi une place de gardien numéro à l'IF Brommapojkarna.
Le 21 mai 2023, Sidklev prolonge son contrat avec l'IF Brommapojkarna jusqu'en décembre 2026.
Le 10 août 2024, Filip Sidklev rejoint la Grèce afin de signer en faveur de l'Aris Salonique pour un contrat de cinq ans, soit jusqu'en juin 2029.

### En sélection
Filip Sidklev commence sa carrière internationale avec l'équipe de Suède des moins de 17 ans, jouant un match en 2021 et un autre en 2022.
En mars 2024, Filip Sidklev est appelé pour la première fois avec l'équipe de Suède espoirs mais ne joue aucun match. Il joue finalement son premier match avec les espoirs le 11 juin 2024, contre la Croatie. Il est titularisé et son équipe l'emporte par cinq buts à deux, .